# Hylettus paraleucus
Hylettus paraleucus là một loài bọ cánh cứng trong họ Cerambycidae.